# Megalomus ioi
Megalomus ioi is een insect uit de familie van de bruine gaasvliegen (Hemerobiidae), die tot de orde netvleugeligen (Neuroptera) behoort. 
Megalomus ioi is voor het eerst wetenschappelijk beschreven door Yang.